# Tosinvest
Finanziaria Tosinvest S.p.A. è una holding finanziaria italiana attiva nei settori immobiliare, media e facility management di proprietà di Antonio Angelucci, che la controlla attraverso la società lussemburghese Three (che controlla anche Gruppo San Raffaele).
L'azienda controlla, direttamente o indirettamente, i quotidiani nazionali Libero, Il Tempo e il Giornale. In passato ha anche controllato Il Riformista e il Gruppo Corriere (Corriere dell'Umbria, Corriere di Siena, Corriere di Arezzo e Corriere di Maremma), di cui possiede ancora il Corriere di Rieti e il Corriere di Viterbo.

## Storia
La Finanziaria Tosinvest fu fondata nel 1988 da Antonio Angelucci; il nome deriva dalle iniziali del soprannome di Angelucci, Tonino, e dal nome della prima moglie, Silvana Paolini. La società, pensata come una holding finanziaria, è stata impiegata per amministrare le varie attività della famiglia Angelucci non afferenti al settore sanitario (rimasto in capo a Gruppo San Raffaele).
Nel 1998 la finanziaria entrò nel capitale della società L'Unità Editrice Multimediale, editrice del quotidiano l'Unità, storico giornale legato al Partito Comunista Italiano (PCI) e poi al Partito Democratico della Sinistra (PDS) e ai Democratici di Sinistra (DS), con una quota del 24%; Tosinvest aveva infatti accordato al PDS un prestito ponte per ripianare i debiti dell'UEM ma ne è uscita nel 2000. Un secondo ingresso nel capitale della società editrice dello storico quotidiano era previsto tra il 2007 e il 2008 attraverso la società lussemburghese New Papers Holding, che avrebbe dovuto rilevare l'82% delle quote in capo alla società AD S.r.l. per una spesa di 50 milioni di euro.
Un significativo impulso all'espansione dell'azienda è stato dato dagli investimenti finanziari: nel 2000 l'azienda partecipò all'acquisto della banca d'affari Cofiri dall'IRI per 984,2 miliardi di lire come parte della holding olandese Galway (partecipata anche da Fineldo di Vittorio Merloni e da Faber Factor di Gilberto Gabrielli), controllante a sua volta la società Loto a cui è avvenuta formalmente la cessione. Attraverso Cofiri, Tosinvest è quindi entrata nel capitale sociale di MedioCredito Centrale e poi in quello di Capitalia fino alla fusione di quest'ultima con UniCredit, ricavando dalla liquidazione della propria partecipazione una plusvalenza di circa 430 milioni di euro.
Nel 2003 la società acquistò immobili e debiti (quelli verso Capitalia) dei DS, tra cui l'ex sede del Partito Comunista Italiano di via delle Botteghe Oscure a Roma, a saldo e stralcio al 50,1% per 42,6 milioni di euro da Beta Immobiliare (società in liquidazione dal maggio 2003 e proprietaria degli immobili del partito). Per compiere l'operazione furono richiesti due mutui da 13 milioni di euro ciascuno (per un totale di 26 milioni di euro) erogati da Banca Popolare di Lodi (BPL) e Unipol Banca. Il palazzo di via delle Botteghe Oscure, passato alla società Tosimmobiliare Trading, è stato ipotecato a garanzia del mutuo con BPL e poi locato nel 2022 ad una joint venture tra AG Group e Gruppo Rossfin (che lo hanno assegnato al brand Thompson del gruppo statunitense Hyatt per l'apertura di un albergo a cinque stelle).
Successivamente nei primi anni 2000 la finanziaria è tra i due proprietari del quotidiano Il Riformista (controllato da Claudio Velardi), di cui è stato acquisito completo controllo nel 2006. Il possesso del quotidiano è stato fortemente contestato dall'Autorità per le garanzie nelle comunicazioni (AGCOM), che ha ritenuto il possesso dei quotidiani Libero e Il Riformista come "lesivo della concorrenza" alla luce dei finanziamenti pubblici percepiti dalle due società editrici dei quotidiani (entrambe controllate da Tosinvest). Nel 2011 Tosinvest ha poi confermato la vendita del quotidiano alla cooperativa Edizioni Riformiste, già editrice dello stesso, e poi nel 2019, tramite la propria controllata TMS Edizioni ne ha annunciato nuovamente la vendita all'imprenditore Alfredo Romeo.
Nel 2006 per gestire la divisione editoriale viene fondata la controllata Tosinvest Editoria e nel luglio dello stesso anno viene fondata TMS Edizioni (ribattezzata in seguito Editoria Italia). Al 2007 risale la creazione di Tosinvest Real Estate S.p.A., poi incorporata in Finanziaria Tosinvest nel 2017. Il 6 settembre 2016 è stato siglato l'accordo formale di acquisizione della società Il Tempo S.r.l. (editrice dell'omonimo quotidiano e da circa un anno in concordato preventivo) dall'imprenditore Domenico Bonifaci per circa 12,5 milioni di euro.
Nel 2013 ha acquistato dalla Edi. B. S.p.A. (del gruppo Cementerie Barbetti) il Gruppo Corriere S.r.l., società editrice di diversi quotidiani locali dell'Italia centrale (Corriere dell'Umbria, Corriere di Siena, Corriere di Arezzo, Corriere di Maremma, Corriere di Rieti e Corriere di Viterbo). Alla fine del 2022 il Gruppo Corriere (fatta eccezione per le edizioni di Rieti e Viterbo, rimaste in capo a Tosinvest, oltre che per l'edizione di Grosseto, chiusa nel 2015) è stato rivenduto a Polimedia (società controllata da Monte Finanziario Europeo e con soci l'Università telematica eCampus e la Link Campus University).
Nel 2023 la PBF S.r.l., società di Paolo Berlusconi, ha venduto a Tosinvest il 70% della Società Europea di Edizioni S.r.l. (SEE), editrice del quotidiano il Giornale e, tramite la controllata il Giornale on line S.r.l., anche della corrispondente versione digitale. Sempre nel 2023 la finanziaria partecipa alla costituzione di Fast Check ID (con una quota del 18%), società informatica controllata dall'agenzia investigativa Phersei (65%) di Marzio Ferrario.

## Controllate

### Real estate
- DUE A S.r.l.: società nata nel 2008 e attiva nello sviluppo immobiliare a Roma attraverso la realizzazione dei progetti Giardino di Faonte (zona Casal Boccone) e Colle Veio (zona Grottarossa);[34]
- Santa Lucia 2000 S.r.l.: società che opera nella gestione di locali commerciali destinati a locazione;[35]

### Editoria
- Il Tempo S.r.l.: società editrice dell'omonimo quotidiano;[36]
- Editoria Italia S.r.l. (già TMS Edizioni): la società, nata nel luglio 2006, ha come oggetto la gestione di testate giornalistiche;
- Editoriale Libero S.r.l. (40%, il rimanente 60% è detenuto dalla Fondazione San Raffaele); società nata nel 2001 e editrice del quotidiano Libero;[4]
- Società Europea di Edizioni S.r.l. (70%): società editrice del quotidiano il Giornale e, tramite la propria controllata il Giornale on line S.r.l. (GOL), anche della sua versione digitale;[37]

### Facility management
- Ecocleaning Italia S.r.l.: società di servizi integrati soft facility (pulizie anche industriali e ospedaliere, disinfestazione e derattizzazione) per sanità privata, istituti scolastici e case di riposo nata nel 2005 e con sede a Monterotondo;[38][39]
- Edindustria - Centro per le Comunicazioni d'Impresa S.r.l.: società di comunicazione d'impresa fondata nel 1957 e con sede a Monterotondo;[40][41]
- Natuna S.r.l.: società di facility management[42], gestione di impianti tecnologici civili e industriali ed Energy Service Company con sede a Roma.[43][44]